# Валецкија (Ла Специја)
Валецкија је насеље у Италији у округу Ла Специја, региону Лигурија.
Према процени из 2011. у насељу је живело 78 становника. Насеље се налази на надморској висини од 362 м.